# 威廉·富兰克林
威廉·谭波尔·富兰克林（英語：William Franklin，1730年2月22日—1813年11月17日）美国出生的律师、军人、政治家和殖民地行政官员，本杰明·富兰克林的私生子，母亲身份不明。威廉·富兰克林是英国新泽西殖民地末任总督（1763年至1776年），在美国革命战争期间为坚定的效忠派。而他的父亲本杰明晚年是美国革命的最杰出的爱国者领袖之一，也是美国的开国元勋之一。在1776年至1778年威廉·富兰克林受到关押，后成为忠诚派的首要领袖。他在纽约市设立基地，组织军队支持英国。1782年，他流亡英国，在伦敦居住直至去世。